# 夏菜
夏菜（なつな、1989年〈平成元年〉5月23日 - ）は、日本の女優、タレント、YouTuber。本名および旧芸名、渡辺 夏菜（わたなべ なつな）。
埼玉県戸田市出身。トヨタオフィス所属。

## 来歴
中学1年生の頃から原宿などで芸能事務所のスカウトに頻繁に声を掛けられていたが、中学受験を経て大学まで一貫教育の学校に通っており芸能活動が禁止されていたために、スカウトはすべて断っていた。中学2年生の夏に竹下通りでトヨタオフィスのスカウトを受けた際も一旦は断ったものの、矢田亜希子が所属する事務所という理由と「急にやりたくなった」という理由で1年後に自ら連絡し、学校を転校した上で芸能活動を開始した。
2005年10月期のドラマ『野ブタ。をプロデュース』（日本テレビ系）へ端役で出演した後、翌2006年1月期のドラマ『ガチバカ!』（TBS系）に生徒役でレギュラー出演して、本名の渡辺夏菜で女優としてデビュー。同10月期のドラマ『嫌われ松子の一生』（TBS系）にヒロインの妹役で出演、同10月には『週刊ヤングジャンプ』の表紙＆巻頭グラビアに抜擢されて、初の水着グラビアにして表紙デビューを飾るなど、「ポスト矢田亜希子」として順調なスタートを切った。
2008年3月に日出高等学校を卒業、高校卒業後は大学等へは進学せず女優業に専念することとなった。しかし、2009年1月に『特別法第001条 DUST』で初舞台を踏むものの、必死になって受けた100本以上のドラマや映画のオーディションは軒並み不合格。仕事も殆ど無かった為、女優業の傍ら、実家近くの大型商業施設内のアパレルショップで数年間アルバイトをしていた。
オーディションに受かるために髪をショートカットにしたらとマネージャーから提案され、安室奈美恵に憧れて髪を腰まで伸ばしたいと思っていたため猛反発したものの、渋々髪を切って臨んだ2009年春の映画『GANTZ』（2011年1月公開）のオーディションで、プロデューサーが「GANTZスタッフ全員が岸本が来た!と思ったくらいに、彼女は最初から輝いていました」と語るようにドラマ主演経験のある女優を含む300名以上の候補者の中からスタッフの満場一致で岸本恵役に選出。2009年11月には本名で売れなかったことを理由に夏菜へと芸名も改名。全裸での登場シーンでは体に下着のラインがつかないように数日前から下着を身につけずに収録に臨むなど体当たりの演技で、映画初出演となる同作が公開されると一躍注目を集める存在となった。
その後2011年4月には『ピカルの定理』（フジテレビ系）にレギュラー出演してバラエティ番組へ進出し、コントにも挑戦。2011年9月にはモビットのCMに竹中直人の新パートナーとして桃井かおりに代わって起用され初のCM出演を果たすと、翌2012年にはユニ・チャーム「ソフィ」、チョーヤ梅酒「ウメッシュ」、第一三共ヘルスケア 「カコナール」と各社CMに立て続けに起用された。また、2011年から2年連続で日本郵便の「年賀はがき」イメージキャラクターにも起用されている。
2012年3月には、ともに1次選考で不合格となった『ファイト』（2005年前期）・『瞳』（2008年前期）に続き3回目の挑戦となったNHK連続テレビ小説『純と愛』（2012年後期）のヒロインオーディションで2258名の中からヒロイン・狩野純役に選出され、連続ドラマ初主演を果たしている。最終カメラテストと称して呼び出されたNHK大阪放送局でサプライズでヒロイン決定を告げられると、そのまま1時間後にはヒロイン発表会見へと臨んだ。2012年5月から始まった撮影の現場では脚本を担当した遊川和彦が浴びせる執拗なダメ出しと厳しい演技指導に終始苦しみ続け、また従来の朝ドラのイメージを覆すような破天荒なストーリーとヒロイン像は放送期間中から視聴者の間に賛否両論を呼び起こして、ヒロインを務めた夏菜への風当たりもきつく、放送終了後も批判的な声に長く悩まされることとなった。

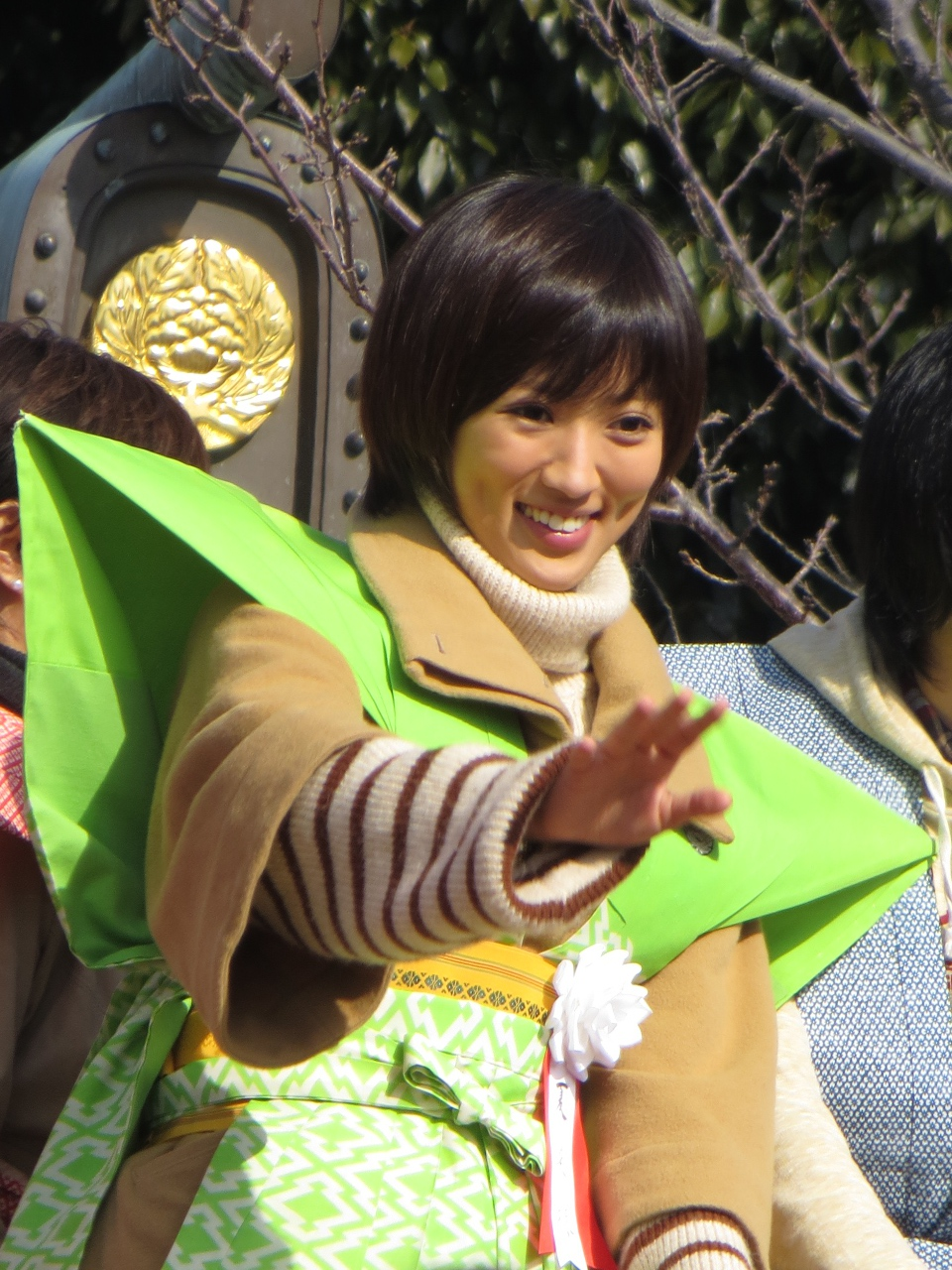
成田山大阪別院明王院の節分祭（2013年）

朝ドラ終了後は、2013年4月期のドラマ『ダブルス〜二人の刑事』（テレビ朝日系）で朝ドラ後初の民放連続ドラマへのレギュラー出演。2013年6月公開の映画『監禁探偵』では三浦貴大とともにダブル主演を務め、映画初主演。同年12月公開の劇場アニメ『ルパン三世VS名探偵コナン THE MOVIE』では声優にも初挑戦している。2015年1月にはドラマ『大江戸捜査網2015〜隠密同心、悪を斬る!』で時代劇初出演を果たした。
一方で、2013年5月23日、自身の24歳の誕生日に初のフォトブック『夏菜フォトブック 727_8766』を発行している。2014年1月には18歳でのグラビアデビューから約7年の集大成となる写真集『The Gravure』を発表。また、2014年3月からはNHK BSプレミアムの音楽番組『The Covers』でリリー・フランキーとともにMCを務めるなど、活躍の場を多方面に広げている。
2017年10月期のドラマ『ハケンのキャバ嬢・彩華』で『純と愛』以来5年振り、且つ民放連続ドラマ及び深夜ドラマでは初の主演を務め、『ガチバカ!』以来約10年振りにキャバ嬢役を演じた。
2021年1月17日、一般人男性と前日の1月16日に結婚したことを所属事務所を通じて発表した。
同年9月7日（6日深夜）、初の冠番組『夏菜のWAZAARI 日本esports応援宣言』（TOKYO MX）がスタート。
同月14日、第1子を妊娠したことを所属事務所を通じて報告した。2022年3月1日、第1子となる女児を出産したことを自身のインスタグラムで報告した。
2023年3月28日、第2子を妊娠したことを自身のインスタグラムを通じて報告した。8月18日、第2子となる男児を出産したことを自身のインスタグラムを通じて報告した。

## 人物・エピソード
- 血液型はA型[39]。身長165cm、スリーサイズはB83、W57、H86[39]。靴のサイズは24cm[39]。
- 趣味はモダンバレエ・料理・ショッピング[40]。
- 最終学歴は日出高等学校卒業[8]。
- 弟が2人いる[26]。
- 自宅での風呂上がり後は、「ペタってくっつくのでイヤ」という理由で裸のまま過ごしている[41]。また、父親を含めた家族全員が同様に風呂上がりは裸で過ごしているという[41]。
- 『純と愛』のヒロインに決まり同局で会見した際、過去2回（『ファイト』と『瞳』）、朝ドラのヒロインのオーディションに落選していた事を告白し「信じられない。なんじゃこりゃ!」と喜びを爆発させた[42]。
- 健康管理のため、様々な豆を食べている。オフの日には、豆料理を作っている[43]。
- 好きな歌手は大事MANブラザーズバンド、Mr.Children、FUNKY MONKEY BABYS、ORANGE RANGEで、一時期は「それが大事」ばかり聴いていた時期もあったと言う[44]。
- かなりのやりこみ系ゲーマーで、ゼルダの伝説シリーズが好き[45]。
- オンラインゲームにはまり、20時間連続でプレイしていた事もある[46]。また、ゲームの中で三浦貴大と出会ったことがあると語っている[46]。
- IKEAに行くことが大好きで、買い物もしないのにただ店内をぶらぶらすることが多い。よく行くのは船橋店と新三郷店。
- 酒豪として知られる。『純と愛』当時はプレッシャーから毎日飲んでいたという[47]。家飲みでは大量のお菓子を食べながら飲酒する[48]。一度に15杯から20杯くらい飲むという[49]。泥酔して乗り越した駅のホームのベンチで寝てしまい、両親に捜索願いを出されたという経験を持つ[49]。

## 出演
役名太字は、主演作品

### テレビドラマ
- 野ブタ。をプロデュース 第1話 - 第5話（2005年10月15日 - 11月12日、日本テレビ系）
- ガチバカ!（2006年1月19日 - 3月23日、TBS系） - 清家ひかり 役
- 嫌われ松子の一生 第1話 - 第3話・最終話（2006年10月12日 - 26日・12月21日、TBS系） - 川尻久美 役
- エラいところに嫁いでしまった!（2007年1月11日 - 3月8日、テレビ朝日系） - 山本奈緒 役
- 孤独の賭け〜愛しき人よ〜（2007年4月12日 - 6月21日、TBS系） - 乾美香 役
- モップガール（2007年10月12日 - 12月14日、テレビ朝日系） - 中村環 役
- 奇跡のドラマスペシャル ミラクルボイス（2008年1月3日、TBS系） - 稲垣ゆみ 役
- あんどーなつ 第2話 - 最終話（2008年7月14日 - 9月22日、TBS系） - 美代 役
- ヴォイス〜命なき者の声〜 第4話（2009年2月2日、フジテレビ系） - 山倉医大の学生 役
- 大魔神カノン（2010年4月3日 - 10月2日、テレビ東京系） - 上原サキ 役
- カルテット（2011年1月19日 - 3月30日、TBS系 / 1月21日 - 3月25日、MBS） - カスミ 役[50]
- おくさまは18歳（2011年3月27日 - 12月22日、フジテレビTWO） - 高木飛鳥 役（ヒロイン）[51]
- ANOTHER GANTZ（2011年4月22日、日本テレビ系） - 岸本恵 役[52]
- シマシマ 第6話 - 第9話（2011年5月28日 - 6月18日、TBS系） - 橘由美 役
- 俺の空〜刑事編〜（2011年10月16日 - 12月18日、テレビ朝日系） - 御前一十三 役[53]
- らんま1/2（2011年12月9日、日本テレビ系） - 早乙女乱馬（女姿）役[54]
- 月曜ゴールデン 特別企画 宮部みゆき・4週連続 “極上”ミステリー 第二夜 スナーク狩り（2012年5月14日、TBS系） - 国分範子 役[55]
- 連続テレビ小説 純と愛（2012年10月1日 - 2013年3月30日、NHK） - 主演・狩野（待田）純 役 ※ナレーション兼任[56]
  - 純と愛スペシャル「富士子のかれいな一日」（2013年4月20日、NHK BSプレミアム） - 待田純 役[57]
- ダブルス〜二人の刑事（2013年4月18日 - 6月13日、テレビ朝日系） - 宮田亜紀 役[58]
- 人生がときめく片づけの魔法（2013年9月27日、日本テレビ系） - 二子玉川薫 役[59]
- 世にも奇妙な物語 '13秋の特別編「0.03フレームの女」（2013年10月12日、フジテレビ系） - 主演・日暮美和 役[60]
- 仮面ティーチャー（2014年2月14日、日本テレビ系） - 賀東麻耶 役（ヒロイン）[61]
- 極悪がんぼ 第1話（2014年4月14日、フジテレビ系） - 矢敷聡美 役[62]
- ラスト・ドクター〜監察医アキタの検死報告〜 第1話（2014年7月11日、テレビ東京系） - 須山利香 役[63]
- 新春ワイド時代劇 大江戸捜査網2015〜隠密同心、悪を斬る!（2015年1月2日、テレビ東京系） - 不知火お吉 役[64]
- ああ、ラブホテル 最終話「第十夜」（2015年3月22日、WOWOW） - なぎさ 役
- 迷宮捜査（2015年5月10日、テレビ朝日系） - 鷹栖麻子 役[65]
- 月曜ゴールデン スクープ 遊軍記者・布施京一（2015年6月15日、TBS系） - 香山恵理子 役[66]
- なぜ家族は消されたのか?心を操る恐怖のサイコパス〜成海朔の挑戦II〜（2015年7月1日、日本テレビ系） - 野川諒子 役[67]
- ホテルコンシェルジュ（2015年7月7日 - 9月22日、TBS系） - 高垣亜里砂 役[68]
- 私たちがプロポーズされないのには、101の理由があってだな シーズン2 第3話（2015年9月16日、LaLa TV） - 由梨 役
- スペシャリスト（2016年1月 - 3月、テレビ朝日系） - 我妻真里亜 役[69]
- 99.9-刑事専門弁護士- 第7話・第8話（2016年5月31日・6月5日、TBS） - 岩下亜沙子 役
- 山女日記〜女たちは頂を目指して〜（2016年11月6日 - 12月18日、NHK BSプレミアム） - 木嶋陽菜 役[70]
  - 山女日記〜山フェスへ行こう/アルプスの女王〜（2017年10月29日 - 11月5日）[71]
- 咲-Saki-（2016年12月、MBS・TBS系） - 藤田靖子 役[72]
- リバース（2017年4月14日 - 6月16日、TBS） - 川本友里 役
- 下北沢ダイハード 第5話（2017年8月19日、テレビ東京） - 柴原麻子 役[73]
- ハケンのキャバ嬢・彩華（2017年10月16日 - 12月18日、朝日放送[注釈 4]） - 主演・一条彩華 / 御倉花 役[74]
- 日曜ワイド「庶務行員 多加賀主水が許さない」（2017年10月15日、テレビ朝日系列） - 生野香織 役[75]
  - 「庶務行員 多加賀主水が悪を断つ」（2019年2月10日）
  - 「庶務行員・多加賀主水3」（2019年11月7日）
  - 「庶務行員・多加賀主水4」（2020年2月16日）
- 名刺ゲーム（2017年12月2日 - 23日、WOWOW） - 山本司 役
- デイジー・ラック（2018年4月20日 - 6月22日、NHK） - 周防薫 役[76]
- GIVER 復讐の贈与者（2018年7月14日 - 9月29日、テレビ東京系） - 伊庭果菜子 役
- 人生が楽しくなる幸せの法則[注釈 5]（2019年1月10日 - 3月14日、読売テレビ・日本テレビ系） - 主演・中川彩香 役[78]
- ラーメン大好き小泉さん2019春SP（2019年4月5日、フジテレビ） - 大澤絢音 役[79]
- リカ（2019年10月5日 - 11月30日、東海テレビ・フジテレビ系） - 丘留（金沢）千秋 役[80]
- 個人差あります（2022年8月6日 - 9月24日、東海テレビ・フジテレビ系） - 主演・磯森晶 役 ※新川優愛・白洲迅とのトリプル主演。晶は体が女性化する設定で、白洲と夏菜で二人一役[81]。

### 配信ドラマ
- 24時間女優 -待つ女- 第5回「夏菜×Yuki Saito」（2013年12月26日、ひかりTV） - 主演
- 奇妙な恋の物語-THE AMAZING LOVE STORY- 「縁切り神社」（2014年7月3日 - 全4話、UULA） - 主演・洋子 役[82]
- 結婚させてください!! エピソード2「男はつらいのね」（2014年12月1日 - 12月5日、NOTTV1） - 主演
- ハケンのキャバ嬢・彩華（2017年10月9日 - 12月11日、AbemaTV[注釈 4]） - 主演・一条彩華 / 御倉花 役[74]
- スイートリベンジ（2021年3月22日 - 、FOD） - 主演・マリコ 役[83]

### 映画
- 君に届け（2010年9月25日、東宝） - 矢野あやね 役[84]
- GANTZ（2011年1月29日、東宝） - 岸本恵 役[11]
- GANTZ PERFECT ANSWER（2011年4月23日、東宝） - 岸本恵 役
- 監禁探偵（2013年6月1日、ファントム・フィルム） - 主演・アカネ 役[85]
- タイガーマスク（2013年11月9日、アークエンタテインメント） - 若月ルリ子 役（ヒロイン）[86]
- クローバー（2014年11月1日、東宝） - 筒井栞 役[87]
- 鏡の中の笑顔たち（2015年5月30日、ピーズ・インターナショナル） - 高橋まり 役（ヒロイン）[88]
- 田沼旅館の奇跡（2015年12月5日、KATSU-do） - 主演：西川奈緒 役[89]
- 恋とオンチの方程式（2016年2月20日、ティ・ジョイ） - 主演・山吹みどり 役[90]
- 咲-Saki-（2017年2月3日、プレシディオ） - 藤田靖子 役[72]
- ReLIFE リライフ（2017年4月15日、松竹） - 天津心 役
- 鋼の錬金術師（2017年12月1日、ワーナー・ブラザース映画） - マリア・ロス 役[91]
- 銀魂2 掟は破るためにこそある（2018年8月17日、ワーナー・ブラザース映画） - 猿飛あやめ 役[92]
- 夏への扉 -キミのいる未来へ-（2021年6月25日、東宝 / アニプレックス） - 白石鈴 役[93]

### 配信映画
- 赤ずきん、旅の途中で死体と出会う。（2023年9月14日配信予定、Netflix）義姉・アンヌ役[94]

### 舞台
- 特別法第001条 DUST（2009年1月14日 - 27日、新国立劇場 小劇場） - ヒロイン・桜井真由 役（脚本/演出：岡本貴也）[9]
- ぬるい毒（2013年9月13日 - 26日、紀伊國屋ホール） - 主演・熊田由理 役（脚本/演出：吉田大八）[95]

### 劇場アニメ
- メロエッタのキラキラリサイタル（2012年7月14日、東宝） - ナレーション[96]
- ルパン三世VS名探偵コナン THE MOVIE（2013年12月7日、東宝） - クラウディア 役[97]

### 吹き替え
- 三銃士/王妃の首飾りとダ・ヴィンチの飛行船（2011年10月28日、ギャガ）※劇場公開版

### オリジナルビデオ
- 流し屋 鉄平（2015年3月13日、東映ビデオ） - 椎名朱美 役（ヒロイン）[98]

### バラエティ
- しゃべくり007（2011年2月21日、日本テレビ系）
- そこまでやるかマン 世界最強の勇者たち（2011年3月28日・9月26日・2012年4月10日、日本テレビ系）
- ピカルの定理（2011年4月16日 - 2012年3月24日、フジテレビ系）レギュラーメンバー[注釈 6]
- サタデー・ナイト・ライブ JPN（2011年6月4日 - 12月24日、フジテレビ系）レギュラーキャスト
- ネプ&イモトの世界番付（2014年10月24日、日本テレビ系）
- 秘密のアクトちゃん 「#1 野波麻帆×夏菜」（2014年11月9日、WOWOW）
- 〜古代エジプト世紀の大発見プロジェクト〜 ツタンカーメンと伝説の王妃3300年の新事実（2016年7月18日、TBS・MBS系） - ネフェルティティ 役（ドラマパート）
- 運命のひと押し ここで印鑑を押しますか?（2018年4月11日 - 、テレビ朝日）
- かみひとえ（2019年7月 - 2020年9月、テレビ朝日系） -  週替わり出演
- お願い!ランキング「ツインテール姉妹」（2020年10月 - 2022年3月、テレビ朝日） -  月1〜隔月出演[99]
- 夏菜のWAZAARI 日本esports応援宣言（2021年9月 - 、TOKYO MX） - MC
- ヒルナンデス!（2025年3月31日 - 、日本テレビ）- 月曜レギュラー[100]

### 音楽番組
- The Covers（2014年3月31日 - 2016年3月29日、NHK BSプレミアム） - MC

### ドキュメンタリー
- ヨーロッパ水風景「女優・夏菜が人気のイタリアへ」（2014年2月1日（前編）・2月2日（後編）、BSジャパン） - 旅人
- ニッポン千年のだし　京都・大阪・沖縄・パリ・ハリウッド 北海道昆布が結ぶ、絆の物語 (2018年2月25日 TBS系列12局ネット) -ナビゲーター[101]

### CM・広告
- 消防庁 平成20年春の全国火災予防運動ポスター（2008年）
- モビット / SMBCモビット（2011年10月 - 2019年7月）
- 日本郵便
  - 「年賀はがき」 イメージキャラクター（2011年 - ）
  - 「ゆうパック」 イメージキャラクター（2013年2月 - ）
- ユニ・チャーム ソフィ（2012年6月 - ）
- チョーヤ梅酒 ウメッシュ（2012年7月 - ）
- 第一三共ヘルスケア カコナールII（2012年10月 - ）
- 愛眼（2013年1月 - ）
- ツカモト 女の子のための振袖ピュア専門誌 苺<いちご>
- DHC「DHCダイエットサポートセール」〈2018年4月 - ）[102]

### その他
- 広島交響楽団第327回定期演奏会 ナレーション（2013年3月22日）

## 作品

### 写真集
- 夏菜 GANTZ/K（2011年4月22日、集英社、撮影：細野晋司）ISBN 978-4087806090
- The Gravure（2014年1月27日、集英社、撮影：立木義浩）ISBN 978-4087807110[28]

### フォトブック
- 夏菜フォトブック 727_8766（2013年5月23日、東京ニュース通信社）ISBN 978-4863363229